# Edoardo Ciccodicola
Edoardo Ciccodicola (Arpino, 4 gennaio 1835 – Roma, 17 aprile 1907) è stato un religioso e scrittore italiano.

## Biografia
Edoardo Ciccodicola, membro di molte accademie scientifiche e letterarie, italiane e straniere, nasce da una famiglia di proprietari terrieri che proprio in quegli anni, in piena Rivoluzione Industriale, stava trasformandosi in facoltosa famiglia dedita all'industria e particolarmente attiva nel settore della produzione di panni e carta.
Giovanissimo dedica la propria vita al sacerdozio e nel giro di pochi anni entra a far parte stabilmente della Curia Romana ricoprendo incarichi e dedicandosi alla scrittura di libri su tematiche religiose, politiche e storiche.
Fu particolarmente legato alla figura di papa Pio IX a cui dedicò ben due volumi di cui il primo,  L'eroe del secolo ed il vero cittadino edito nel 1868 veniva così recensito sulle colonne de La Civiltà Cattolica:
Il secondo volume dedicato a papa Mastai era in realtà l'elogio funebre composto nel 1878 alla morte del pontefice.
Altri due libri, pubblicati tra il 1870 ed il 1872, L'insocialità ossia la democrazia pura e Incoerenza e cecità dimostrate al cospetto dell'Europa, analizzano politicamente, pur se dal punto di vista di un membro della Curia, la situazione successiva alla breccia di Porta Pia.
Il Concilio Vaticano: pietra di paragone pei cattolici, si presenta invece come un'analisi dei grandi temi proposti dal Concilio Vaticano I quali tra gli altri razionalismo, liberalismo, materialismo, ispirazione della Bibbia ed infallibilità papale.
L'Imitazione di Maria, edita nel 1901, è opera strettamente teologica.

### Donazione delle reliquie al Santuario di Pompei
Oltre a papa Pio IX, conobbe ed intrattenne rapporti con altri grandi personaggi della sua epoca come Carlo III di Monaco o Bartolo Longo al quale donò, nel 1902, per il Santuario di Pompei, alcune reliquie di proprietà della sua famiglia. Nello specifico si trattava di una spina, intrisa di sangue, che sarebbe appartenuta alla corona di spine posta sul capo di Gesù Cristo, e di un pezzetto di legno della croce. Così è narrata la cronaca della donazione nel Calendario del Santuario e delle opere di beneficenza cristiana di Pompei del 1950:

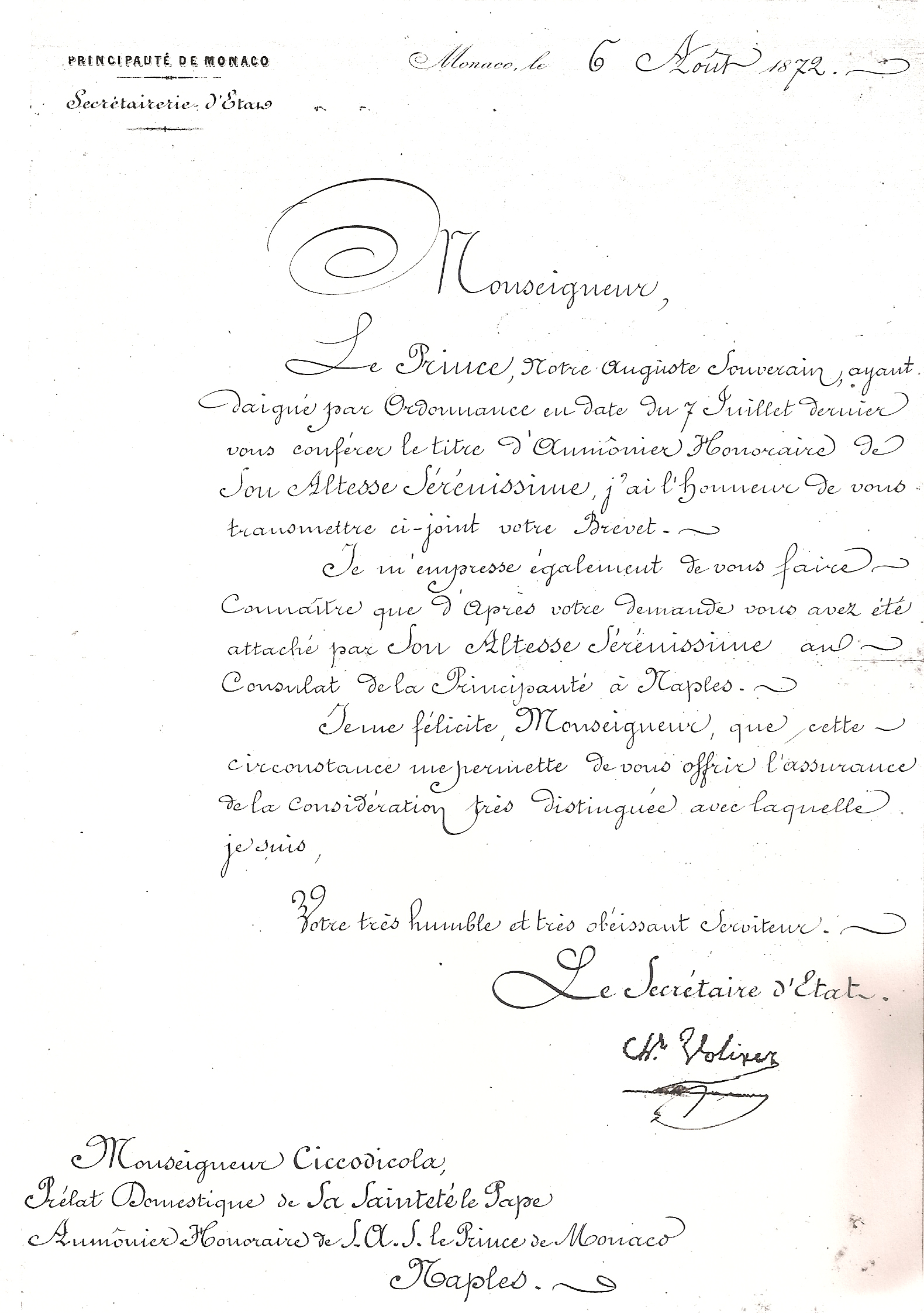
Documento firmato da Carlo III di Monaco - brevetto di Elemosiniere onorario del Ciccodicola

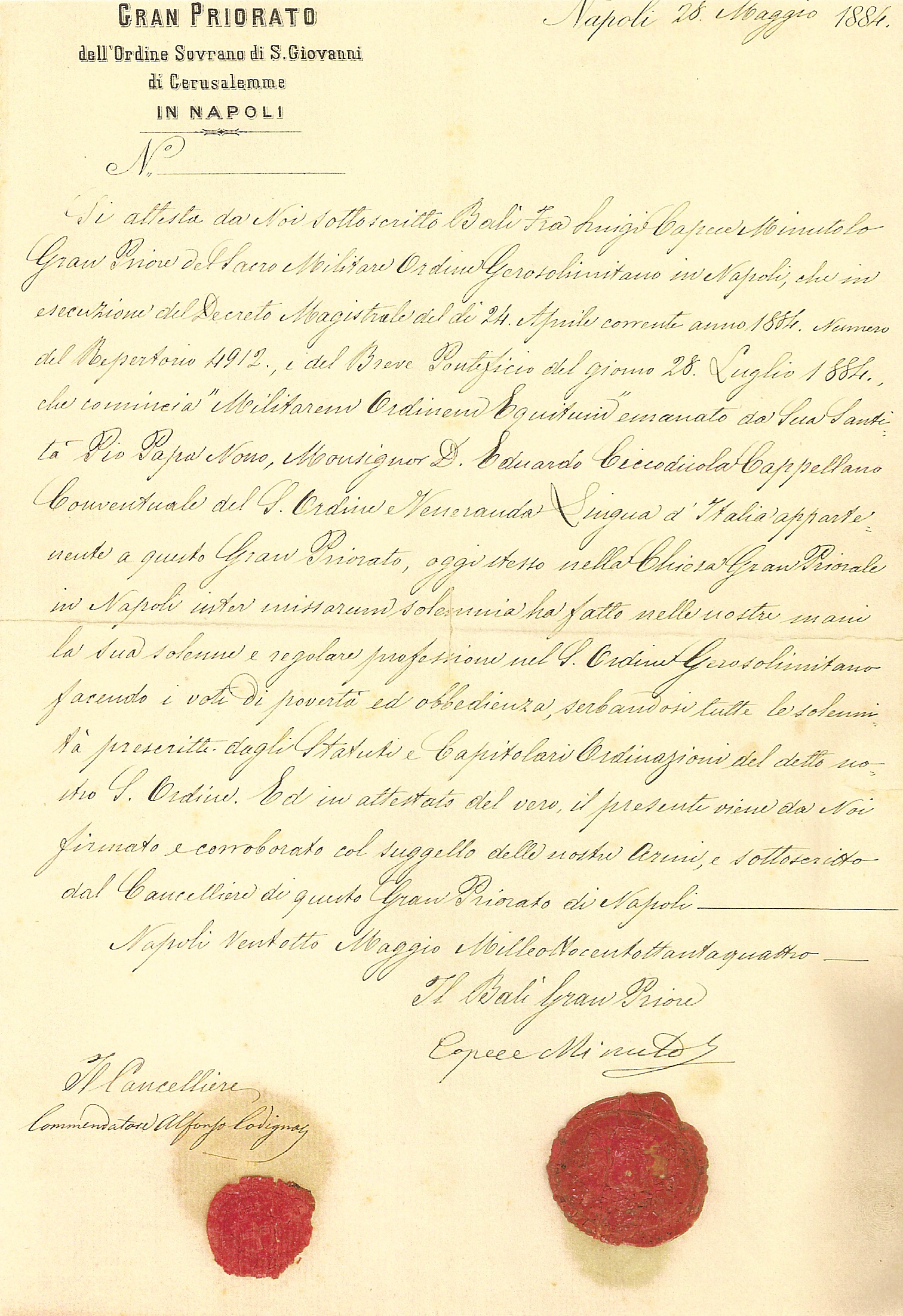
Documento del Gran Priorato di Napoli

Edoardo Ciccodicola, insieme con suo fratello Roberto Ciccodicola, portò di persona il dono il 29 settembre 1902. Le reliquie alla fine del XVII secolo erano presso l'Arcivescovo di Chieti Luigi Manzo. Sopraggiunta la rivoluzione del 1799 questi le diede ad una sua nipote, la marchesa Mariannina Manzo in Ciccodicola, madre dei prefati Ciccodicola.

## Opere

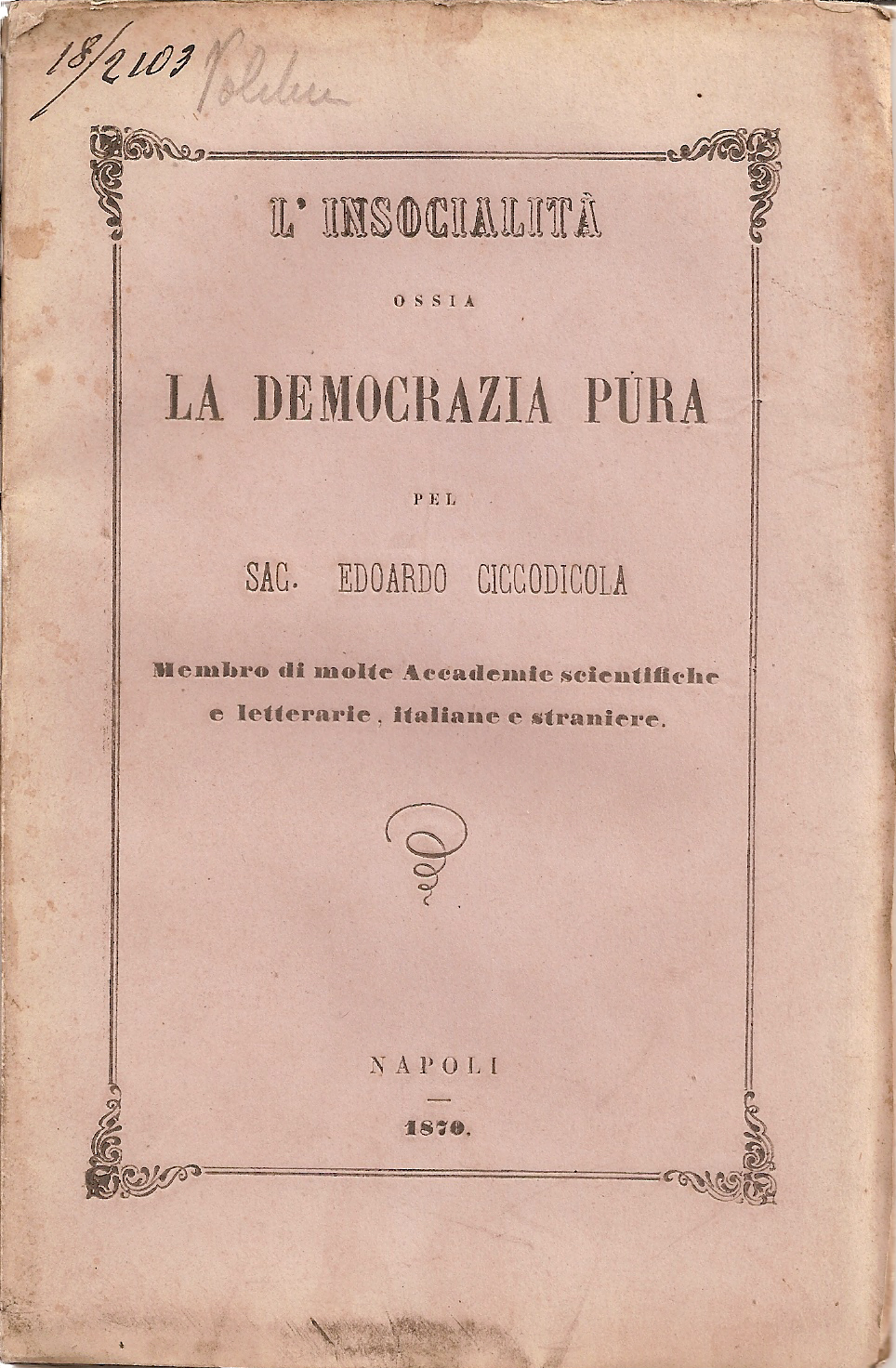
L'insocialità

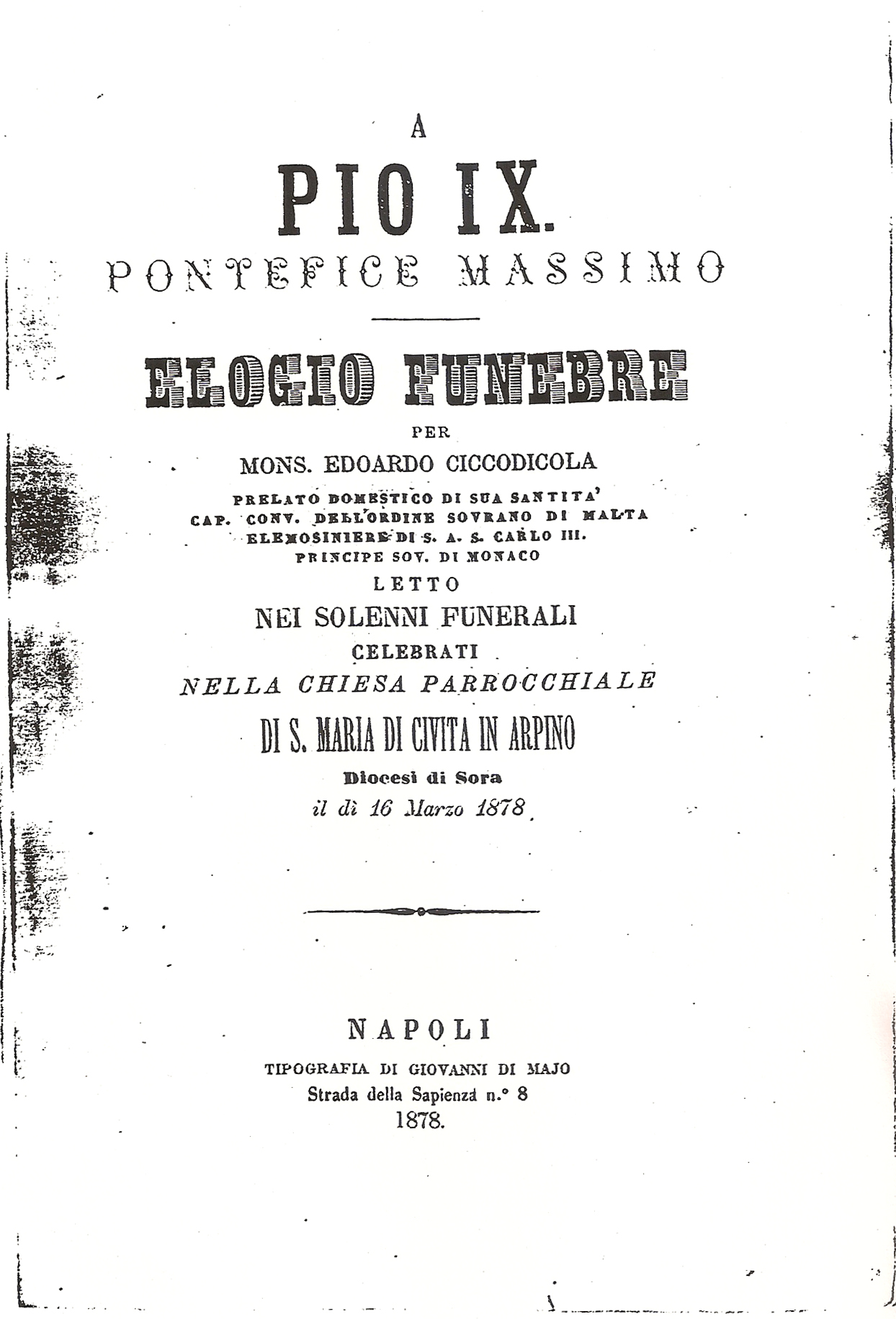
A Pio IX

- L'eroe del secolo ed il vero cittadino, Napoli, 1868.
- L' insocialità ossia la democrazia pura, Napoli, 1870.
- Il Concilio Vaticano: pietra di paragone pei cattolici, Napoli, 1871.
- Incoerenza e cecità dimostrate al cospetto dell'Europa, Napoli, 1872.
- A Pio IX pontefice massimo: elogio funebre per mons. Edoardo Ciccodicola ... letto nei solenni funerali celebrati nella chiesa parrocchiale di s. Maria di Civita in Arpino Diocesi di Sora il di 16 marzo 1878, Napoli, 1878.
- L'Imitazione di Maria, Napoli, 1901.

## Titoli ed onorificenze
- Prelato domestico di Sua Santità
- Protonotario Apostolico
- Cappellano Conventuale dell'Ordine Sovrano di Malta
- Elemosiniere Onorario di Sua Altezza Serenissima  Carlo III Principe Sovrano di Monaco
- Membro del Gran Priorato dell'Ordine Sovrano di S.Giovanni di Gerusalemme in Napoli

## Parenti illustri
- Il nipote Federico Ciccodicola, Colonnello d'artiglieria, Ministro Plenipotenziario italiano in Etiopia, Ministro Residente italiano a Bangkok e Commendatore al merito coloniale.
- La cugina Elisa Ciccodicola, pianista e concertista italiana.
- Il cugino Alberto Ciccodicola, Commendatore dell'Ordine della Corona d'Italia.